# Filippo Ranieri
Filippo Ranieri (* 5. Februar 1944 in Mailand, Italien; † 14. Februar 2020 in Neunkirchen (Saar)) war ein deutscher Rechtswissenschaftler.

## Leben
Filippo Ranieri wurde 1944 in Mailand geboren. Ursprünglich italienischer Staatsangehöriger, besaß er später die deutsche Staatsangehörigkeit. Nach seinem Abitur begann er 1963 das Studium der Rechtswissenschaft an der Juristischen Fakultät der Universität Pavia. Zwischen 1965 und 1966 studierte er zwei Semester an der Juristischen Fakultät der Universität Münster. Nach Pavia zurückgekehrt, beendete er dort das italienische Rechtsstudium mit der Promotion (laurea in giurisprudenza) im Jahre 1967. Die unveröffentlicht gebliebene Dissertation (betreut von Rodolfo Sacco) hatte das Thema: „Metodi di interpretazione e problemi in tema di procura“. Ein Jahr später setzte er das Rechtsstudium an der Juristischen Fakultät in Münster fort. Für einige Monate studierte er auch an der Faculté de Droit in Straßburg.
Anfang der 1970er Jahre war er Hilfskraft und zeitweilig wissenschaftlicher Mitarbeiter an der Juristischen Fakultät in Münster (Lehrstuhl von Andreas Heldrich), später in Frankfurt am Main am Max-Planck-Institut für europäische Rechtsgeschichte. 1972 erhielt er dort ein Forschungsstipendium und später eine Stelle als Forschungsassistent. 1974 wurde er Referent am Institut und Assistent von Helmut Coing. Während seiner Forschungsaktivität am Frankfurter Institut war er beteiligt an der Vorbereitung und Veröffentlichung des Handbuchs der Quellen und Literatur der Neueren Europäischen Privatrechtsgeschichte unter der Leitung von Coing. 1984 erlangte er die Habilitation an der Juristischen Fakultät der Universität Frankfurt am Main mit einer Untersuchung zur Rechtsprechung des Reichskammergerichts und zur Rezeption des Römischen Gemeinen Rechts im 16. Jahrhundert. Er erhielt zugleich die venia legendi für Zivilrechtsvergleichung, Römisches Recht, Deutsche und Europäische Rechtsgeschichte. Zur selben Zeit begann er, Vorlesungen auf dem Gebiet des Zivilrechts, des Europäischen Rechts, der Rechtsvergleichung und der Rechtsgeschichte an den Universitäten in Frankfurt a. M., Heidelberg, Saarbrücken, Straßburg und an der Katholischen Universität Mailand zu halten. 1988 wurde er in der Max-Planck-Gesellschaft auf eine C3-Stelle am Max-Planck-Institut für Rechtsgeschichte und Rechtstheorie berufen und ernannt. Er leitete dort ein Projekt zur EDV- und Rechtsgeschichte mit einer Datenbank zu den deutschen Juristen des 17. bis 18. Jahrhunderts.
Ab 1979 hielt Ranieri regelmäßig Lehrveranstaltungen auch an der Faculté Internationale de Droit Comparé in Straßburg. Ab 1986 hielt er an der Straßburger Faculté de Droit auch Vorlesungen im Rahmen des Magistère des Juristes d’Affaires Franco-Allemands. 1991 wurde er in die Gründungskommission für die Wiedereröffnung der Juristischen Fakultät an der Universität Rostock berufen, wirkte dort als Vertreter des Gründungsdekans und wurde 1992 an der Universität Rostock als C4-Professor für „Deutsches und Europäisches Zivilrecht und Rechtsgeschichte“ ernannt. 1995 erhielt er einen Ruf an die Rechtswissenschaftliche Fakultät der Universität des Saarlandes auf den Lehrstuhl für „Europäisches Zivilrecht und Neuere europäische Rechtsgeschichte“. Er leitete hier die Forschungsstelle für „Europäisches Zivilrecht/Droit civil européen“. Er hat zahlreiche Einladungen und Gastprofessuren an europäischen Rechtsfakultäten wahrgenommen (Barcelona, Murcia, Krakau, Bari, Rom, Mailand, Turin, Löwen, Leiden usw.). Anfang 2000 war er zeitweilig Gastprofessor an der Sorbonne in Paris.

## Forschungsschwerpunkte
Die Forschungen von Ranieri betrafen das Europäische Zivilrecht, die Rechtsvergleichung und die Neuere Europäische Privatrechtsgeschichte, insbesondere des kontinentaleuropäischen Zivilrechts. Auf diesen Gebieten hat Ranieri mehr als 150 Publikationen, zwischen Büchern und Aufsätzen, veröffentlicht, u. a. ein Handbuch zum „Europäischen Obligationenrecht“. Das Werk ist seinerzeit neben einigen weiteren Büchern als „Juristisches Buch des Jahres 2000“ ausgezeichnet worden (NJW 2000, S. 1618 ff.). Im Jahre 2003 konnte er im Rahmen eines DFG-Projekts eine erweiterte Auflage publizieren. Zwischen den Jahren 1996 und 2004 wirkte er als Autor und Mitherausgeber am Projekt des „Neuen Pauly. Enzyklopädie der Antike“, bei den Bänden zur Rezeption und Wirkungsgeschichte, mit. Im Mai 2001 wurde er als Sachverständiger vom Rechtsausschuss des Deutschen Bundestages zu einer Anhörung eingeladen, zur damals geplanten Reform der Juristenausbildung und zum Entwurf des Schuldrechtsmodernisierungsgesetzes. Eine mit Hilfe der Fritz Thyssen Stiftung realisierte Untersuchung zu Modellen einer „europäischen“ Juristenausbildung soll demnächst abgeschlossen werden. Im Juli 2006 war er als einer der deutschen nationalen Berichterstatter zum International Congress of Comparative Law in Utrecht eingeladen.
Ranieri war Mitglied zahlreicher wissenschaftlicher Vereinigungen, insbesondere der Deutschen Zivilrechtslehrervereinigung, der Deutschen Gesellschaft für Rechtsvergleichung, der Société de législation compareé und der Vereinigung für Verfassungsgeschichte. Er war Mitherausgeber des „Neuen Pauly“ und der Zeitschrift „Europa e Diritto Privato“.

## Werke (Auswahl)

### Bücher
- Rinuncia tacita e Verwirkung. Tutela dell'affidamento e decadenza da un diritto (= Studi di diritto privato italiano e straniero diretti da Mario Rotondi. XVIII), Padova (Cedam) 1971.
- Alienatio convalescit. Contributo alla storia ed alla dottrina della convalida nel diritto dell'Europa continentale (= Quaderni di „Studi senesi“ raccolti da Domenico Maffei, 34), Milano (Giuffrè) 1974.
- Projet du Code Civil de la République Romaine (1798) edito con una introduzione a cura di Filippo Ranieri (= Ius Commune. Veröffentlichungen des Max-Planck-Instituts für europäische Rechtsgeschichte. Sonderhefte, Texte und Monographien, 5), Frankfurt a. M. (Klostermann) 1976.
- Rechtsgeschichte und quantitative Geschichte. Arbeitsberichte, hrsg. von F. Ranieri (= Ius Commune. Veröffentlichungen des Max-Planck-Instituts für europäische Rechtsgeschichte. Sonderhefte. Texte und Monographien, 7), Frankfurt a. M. (Klostermann) 1977.
- Wortregister zur Sprache des Usus Modernus Pandectarum. Zusammengestellt aus juristischen Dissertationen deutscher Universitäten des 17. und 18. Jahrhunderts von einer Arbeitsgruppe unter der Leitung von Filippo Ranieri, I-III, Frankfurt a. M. (Max-Planck-Institut für europäische Rechtsgeschichte) 1985 (praeprint).
- Recht und Gesellschaft im Zeitalter der Rezeption. Eine rechts- und sozialgeschichtliche Analyse der Tätigkeit des Reichskammergerichts im 16. Jahrhundert (Habilitationsschrift, Frankfurt am Main 1983). (= Quellen und Forschungen zur höchsten Gerichtsbarkeit im Alten Reich, 17), I-II, Köln-Wien 1985.
- Juristische Dissertationen deutscher Universitäten im 17. und 18. Jahrhundert. Dokumentation zusammengestellt von einer Arbeitsgruppe unter der Leitung von Filippo Ranieri (= Ius Commune. Veröffentlichungen des Max-Planck-Instituts für europäische Rechtsgeschichte. Sonderhefte. Texte und Monographien), Frankfurt a. M. (Klostermann), I-II, 1986.
- (Hrsg.) Biographisches Repertorium der Juristen im Alten Reich. 16.-18. Jahrhundert, unter Mitarbeit einer Arbeitsgruppe des Max-Planck-Instituts für europäische Rechtsgeschichte, Vol. A. (= Ius Commune. Veröffentlichungen des Max-Planck-Instituts für europäische Rechtsgeschichte Sonderhefte. Texte und Monographien, 40), Frankfurt a. M. (Klostermann) 1989, S. 1–422; Vol. C (= Ius Commune. Sonderhefte, Texte und Monographien, 55), Frankfurt a. M. (Klostermann) 1991; Vol. D., (= Ius Commune. Sonderhefte, Texte und Monographien, 50), Frankfurt a. M. (Klostermann) 1990; Vol. E. (= Ius Commune. Sonderhefte, Texte und Monographien, 35), Frankfurt a. M. (Klostermann) 1987.
- La responsabilità civile in diritto comparato. Casi e materiali, Milano (Pubblicazioni dell'ISU. Università Cattolica) 1990.
- (Hrsg.) Gedruckte Quellen der Rechtsprechung in Europa (1800-1945) (= Ius Commune. Veröffentlichungen des Max-Planck-Instituts für europäische Rechtsgeschichte, Rechtsprechung, 3), Frankfurt a. M., I-II, (Klostermann) 1992.
- Biographisches Repertorium der Juristen im Alten Reich. 16.-18. Jahrhundert, A-E, hrsg. von Filippo Ranieri und Karl Härter (= Ius Commune CD-ROM. Informationssysteme zur Rechtsgeschichte, 1), Frankfurt a. M. (Klostermann/Lars GmbH) 1997.
- (Hrsg.) Die Europäisierung der Rechtswissenschaft. Beiträge aus der Universität des Saarlandes (= Schriften des Europa-Instituts der Universität des Saarlandes – Rechtswissenschaft, 32), Baden-Baden (Nomos) 2002.
- Europäisches Obligationenrecht. Ein Handbuch mit Texten und Materialien, 2. Aufl., Wien–New York (Springer) 2003.
- La réforme du droit allemand des obligations. Colloque du 31 mai 2002 et nouveaux aspects, sous la direction de Claude Witz et Filippo Ranieri (= Droit privé comparé et européen, 3), Paris (Société de législation comparée) 2004.
- Juristen für Europa. Voraussetzungen und Hindernisse für ein „europäisches“ juristisches Ausbildungsmodell (= Münsteraner Studien zur Rechtsvergleichung. Muenster Studies in Comparative Law, 122), Münster-Berlin (LIT Verlag) 2006.
- Das Europäische Privatrecht des 19. und 20. Jahrhunderts. Studien zur Rechtsgeschichte und Rechtsvergleichung (= Schriften zur Europäischen Rechts- und Verfassungsgeschichte, 54), Berlin (Duncker & Humblot) 2007, ISBN 3-428-12480-4.
- Europäisches Obligationenrecht. Ein Handbuch mit Texten und Materialien, 3. Aufl., Wien–New York (Springer) 2009, ISBN 978-3-211-89373-9.